# Szczęśliwe lata
Szczęśliwe lata (These Happy Golden Years, 1943) – powieść Laury Ingalls Wilder, stanowi ósmy tom (pośród wydanych przez Agencję Kris - siódmy) jej cyklu książek Domek zawierającego dużą ilość elementów autobiograficznych, a edytowanego przez jej córkę; Rose Wilder Lane.
Akcja tej części rozpoczyna się prawie dokładnie w miejscu, gdzie zakończył się tom poprzedni. Otrzymawszy dyplom nauczycielski, niespełna szesnastoletnia Laura w roku 1883 rozpoczęła pracę nauczycielki w odległej od miasta o 12 mil osadzie. Zadanie okazuje się niełatwe, ale trudny rekompensują co tygodniowe odwiedziny w domu. Dziewczyną coraz bardziej zaczyna się interesować chłopak z sąsiedztwa - Almanzo Wilder.

## Książka a rzeczywistość
Akcja utworu rozgrywa się między przełomem lat 1882/1883 a 25 sierpnia 1885 - dniem ślubu Laury i Almanza.
Postaciom niejednoznacznym i negatywnym, Wilder zmieniała imiona i nazwiska.  Dziś jednak wiadomo, że Nellie Oleson z tej części cyklu, to faktycznie Stella Gilbert, a pan Louis Bouchie, który dał Laurze pracę nauczycielki, to Lew Brewster.